# Amerikanska Jungfruöarna i olympiska vinterspelen
Amerikanska Jungfruöarna deltog i sitt första olympiska vinterspel 1984 och har deltagit i samtliga spel fram till 2002. Till spelen 2006 skickades Anne Abernathy för att delta i damernas rodel, men hon skadade sin vrist under träningen vid spelen. Amerikanska Jungfruöarna har aldrig tagit någon medalj i olympiska vinterspelen.

## Deltagande
Sammanlagt har landet deltagit i fyra sporter. Vid spelen 1984 deltog en deltagare i skridskotävlingarna.
| Sport            | Från | Till | Deltagare | Herrar | Damer |
| ---------------- | ---- | ---- | --------- | ------ | ----- |
| Alpin skidåkning | 1988 | 1992 | 2         | 1      | 1     |
| Bob              | 1988 | 2002 | 20        | 20     | 0     |
| Rodel            | 1988 | 2002 | 3         | 1      | 2     |